# Бесард Сабович
Бесард Сабович (швед. Besard Sabovic; 5 січня 1998, Стокгольм, Швеція) — шведський футболіст, грає на позиції півзахисника. Нині виступає за шведський клуб «Юргорден».

## Клубна кар'єра
З п'яти років Бесард тренувався в академії клубу «Броммапойкарна». При необхідності переходу на дорослий рівень вибрав «Юргорден», куди перейшов у лютому 2015 року. У січні 2016 року підписав контракт з командою строком на чотири роки.
24 квітня 2016 року дебютував в чемпіонаті Швеції, вийшовши в поєдинку проти «Мальме» на заміну на 77-ій хвилині замість Александера Фалтсетаса. У 2017 році здавався в оренду в рідний клуб «Броммапойкарна».

## Виступи за збірні
З 2013 року виступає у юнацьких збірних Швеції. До 2015 року був залучений в юнацьку збірну Швеції до 19 років.

## Титули і досягнення
- Володар Кубка Швеції (1):

«Юргорден»: 2017–18